# Bilateral
Bilateral – drugi album studyjny norweskiego zespołu muzycznego Leprous. Wydawnictwo ukazało się 19 sierpnia 2011 roku nakładem wytwórni muzycznej InsideOut Music. Materiał był promowany teledyskiem do utworu "Restless", który wyreżyserowali David Soljborg i Kjetil Kolbornsrud.

## Lista utworów
Opracowano na podstawie materiału źródłowego.
| Nr  | Tytuł utworu          | Słowa              | Muzyka                                               | Długość |
| --- | --------------------- | ------------------ | ---------------------------------------------------- | ------- |
| 1.  | „Bilateral”           | Tor Oddmund Suhrke | Einar Solberg, Øystein Landsverk, Tor Oddmund Suhrke | 04:00   |
| 2.  | „Forced Entry”        | Tor Oddmund Suhrke | Einar Solberg, Øystein Landsverk                     | 10:20   |
| 3.  | „Restless”            | Tor Oddmund Suhrke | Øystein Landsverk                                    | 03:30   |
| 4.  | „Thorn”               | Tor Oddmund Suhrke | Einar Solberg, Øystein Landsverk, Tor Oddmund Suhrke | 05:47   |
| 5.  | „Mb. Indifferentia”   | Tor Oddmund Suhrke | Einar Solberg                                        | 06:33   |
| 6.  | „Waste of Air”        | Tor Oddmund Suhrke | Einar Solberg                                        | 05:32   |
| 7.  | „Mediocrity Wins”     | Tor Oddmund Suhrke | Einar Solberg, Tor Oddmund Suhrke                    | 06:07   |
| 8.  | „Cryptogenic Desires” | Tor Oddmund Suhrke | Einar Solberg                                        | 02:45   |
| 9.  | „Acquired Taste”      | Tor Oddmund Suhrke | Einar Solberg                                        | 05:13   |
| 10. | „Painful Detour”      | Tor Oddmund Suhrke | Einar Solberg, Tor Oddmund Suhrke                    | 08:18   |
|     |                       |                    |                                                      | 58:05   |

## Twórcy
Opracowano na podstawie materiału źródłowego.
| Zespół Leprouis w składzie - Tor Oddmund Suhrke - gitara, wokal wspierający - Einar Solberg - wokal prowadzący, instrumenty klawiszowe - Øystein Landsverk - gitara, wokal wspierający - Tobias Ørnes Andersen - perkusja, instrumenty perkusyjne - Rein T. Blomquist - gitara basowa Dodatkowi muzycy - Vegard Sandbukt - trąbka |  | Inni - Vegard "Ihsahn" Tveitan - realizacja nagrań, wokal wspierający - Heidi "Ihriel" Tveitan - realizacja nagrań - Rune Boro - realizacja nagrań - Ivar Barstad - edycja cyfrowa - Jens Bogren - miksowanie, mastering - Ritxi Ostáriz - oprawa graficzna - Jeff Jordan - okładka - Bjørn Tore Moen - oprawa graficzna |